# 佛头寺
36°21′26″N 113°34′28″E / 36.35722°N 113.57444°E
佛头寺位于中国山西省长治市平顺县阳高乡车当村村西山坡下高地，浊漳河南岸，俯瞰村落，因寺后山势如佛头而得名。现仅存一座宋代大殿，是一处全国重点文物保护单位。

## 建筑
佛头寺大殿坐北面南，建筑面积131平方米，面阔三间，进深四椽，单檐歇山顶，柱头铺作与补间铺作都是五铺作双下昂，梁架结构为三椽栿对后劄牵用三柱，以蜀柱托平梁。殿顶琉璃脊饰。殿内有元代壁画二十四诸天护法。

## 保护
2006年5月25日，佛头寺公布为第六批全国重点文物保护单位，古建筑类，编号6-366，年代为宋。